# Nicneven
Nicneven, a także Nicnevin lub Nicnevan (słowo pochodzące z gealickiego języka szkockiego Neachneohain, oznaczające córkę boskiego, lub córkę Scathacha, NicNaoimhein oznacza córkę małego świętego) – królowa wróżek w szkockim folklorze. Pierwsze znane użycie tej nazwy pojawiło się ok. 1585 w dziele Alexandra Montgomeriego i zostało prawdopodobnie zaczerpnięte od imienia szkockiej kobiety, skazanej na śmierć za czary, która spłonęła na stosie, oskarżona o bycie czarownicą.

## W kulturze
- Nicneven jest imieniem królowej skrzatów z powieści Danina. Nowoczesna Baśń.